# AGS JH5
Der AGS JH5 war ein  Formel-Renault und Formel-3-Rennwagen, der 1972 von Automobiles Gonfaronnaises Sportives entwickelt, gebaut und eingesetzt wurde. Nach einzelnen Einsätzen 1970 und einer Rennpause 1971 wurde 1972 einer der Wagen für die Formel 3 umgerüstet Geplant war ursprünglich eine Serie an Fahrzeugen für die Formel 3 aufzulegen, um sie später an Privatteams verkaufen zu können. Der Wagen blieb aber ein Einzelstück.

## Technik
Der JH5 wurde 1970 von Christian Vanderpleyn und AGS Gründer Henri Julien ursprünglich für die französische Formel Renault gebaut.
Der Rennwagen wurde in Schalenbauweise gefertigt und hatte einen Hilfsrohrrahmen, der den Renault bzw. Nova-Motor aufnahm. Der Kühler lag vor dem Fahrer und der Rennwagen hatte hinten und vorne eine herkömmliche Aufhängung.

## Einsatzgeschichte
Die Karriere des Fahrzeugs begann 1970 in der französischen Formel Renault, wo die beiden AGS-Piloten François Rabbione und Gérard Cerruti die beiden Wagen einsetzten, wobei gleich beim ersten Einsatz ein dritter Platz beim Rennen auf dem Circuit Paul Ricard gelang. Es kam jedoch nur zu 2 weiteren Einsätzen im Laufe der Saison und 1971 erfolgten keine Einsätze mehr. Erst 1972 wurde ein Wagen von April bis Juni bei 3 Rennen vom französischen Piloten Gérard Bareyre eingesetzt wurde, bevor ein Unfall auf dem Circuit Rouen-les-Essarts dessen Saison beendete.
Das zweite Fahrzeug wurde auf den Nova-Ford-Motor umgerüstet und sollte eigentlich in der europäischen Formel-3-Meisterschaft eingesetzt werden, wurde dann aber in der französischen Formel-3-Meisterschaft gefahren. Fahrer war Francois Guerre-Berthelot, der 1989 Team-Manager von AGS in der Formel 1 wurde. In der Meisterschaft, die von Michel Leclère und Alpine Renault dominiert wurde, kam der Wagen aber nur bei 2 Rennen in Magny-Cours und Paul Ricard zum Einsatz und blieb erfolglos.